# Lophoceps abdominalis
Lophoceps abdominalis is een vlinder uit de familie wespvlinders (Sesiidae), onderfamilie Sesiinae.
Lophoceps abdominalis is voor het eerst wetenschappelijk beschreven door Hampson in 1919. De soort komt voor in het Afrotropisch gebied.